# Józef Piola
Józef Piola (ur. 1669? w San Mamete, zm. 11 grudnia 1715 w Warszawie) – polski architekt pochodzenia włoskiego, przedstawiciel baroku.

## Życiorys
Urodził się prawdopodobnie w 1669 w San Mamete we Włoszech na granicy ze Szwajcarią. Sprowadzony został poprzez swojego kuzyna Józefa Bellottiego przed 1693.
W 1715 otrzymał tytuł architekta królewskiego od króla Augusta II. W tym samym roku zmarł w Warszawie.

## Dokonania
- od 1696 projekt kościoła, klasztoru i kolegium Pijarów w Szczuczynie[2]
- klasztor paulinów we Włodawie[3]
- przebudowa pałacu w Nakomiadach w formie baroku holenderskiego[4]
- projekt kościoła w Sidrze[5]
- pałac Morsztynów w Kościelnikach k. Krakowa[6]
- projekt kościoła św. Ducha w Warszawie[7]
- również pałac w Różance był prawdopodobnie projektu J.Pioli[8].